# جامعة الفيصل
جامعة الفيصل جامعة سعودية خاصة، تقع في مدينة الرياض، من إحدى مبادرات مؤسسة الملك فيصل الخيرية وتعد من الجامعات التي تتميز ببرامجها التعليمية منها برنامج الإعداد الجامعي أو UPP (University Preparatory Program) و يهدف هذا البرنامج إلى تهيئة الطالب للدخول إلى الجامعة وتحقيق أعلى المستويات.

## الكليات
تضم الجامعة الكليات التالية:
- كلية العلوم وتشمل : الأحياء والكيمياء والفيزياء.
- كلية الهندسة وتشمل :المعمار والكهرباء،البرمجيات، الهندسة الصناعية والميكانيكا.
- كلية الطب
- كلية إدارة الأعمال
- كلية الأمير سلطان للإدارة بجدة وأبها.

## برامج الدراسات العليا
تقدم الجامعة سبعة برامج ماجستير تابعة لمكتب الأبحاث والدرسات العليا في الجامعة وهي:
- ماجستير إدارة الأعمال
  - المسار العام
  - مسار المالية
  - مسار الموارد البشرية
  - مسار إدارة التسويق
  - مسار الإدارة الصحية

- ماجستير العلوم الطبية الحيوية
  1. مسار الكيمياء الحيوية التحليلية
  2. مسار التقنية الحيوية
  3. مسار علم الأجنة وأطفال الأنابيب
  4. مسار السيطرة على العدوى
  5. مسار بيولوجيا الخلية وجزيئاتها

- ماجستير الهندسة ونظم الإدارة
- ماجستير الإرشاد الوراثي وعلم الأجنة
- ماجستير علوم تكنولوجيا النانو
- ماجستير الصحة العامة
- ماجستير الأشعة والتصوير الطبي

## روابط خارجية
- يمكن الحصول على تفاصيل عن الجامعة وبرامجها من موقع الجامعة. /http://www.alfaisal.edu/ar